# Мир вашому дому!
«Мир вашому дому!» (рос. Мир Вашему дому!) робочі назви «Тев'є-Тевель», «Заду́шна молитва», відомий у міжнародному прокаті як «Доньки Тев'є» (англ. Tevye's Daughters) — російськомовна трагікомедія 2017 року режисера Володимира Лерта знята в Україні. Сценарій стрічки створено за п'єсою російського драматурга Григорія Горіна «Заду́шна молитва» (рос. Поминальная молитва) заснованої на збірці Шолом-Алейхема «Тев'є-молочар». Продюсерами стрічки виступили Юрій Карновський, Марія Каель та Володимир Лерт.
Українська кінофестивальна прем'єра версії стрічки з українським дубляжем відбулася 21 жовтня 2017 року на спеціальній кіно-події Молодість: Пролог. Українська кінотеатральна прем'єра версії стрічки з українським дубляжем відбулася 26 жовтня 2017 року; дистриб'ютором виступила компанія B&H.

## Сюжет
Дія картини відбувається на початку ХХ століття. Тев'є-молочар живе в маленькому селі. Він бідний і вірить, що у його доньок є єдиний шанс уникнути бідності — вдалий шлюб. Тев'є приймає вигідну пропозицію від свата, але у його прекрасних доньок є інший план.

## У ролях
- Євген Князєв - Тев'є
- Андрій Кайков - Менахем-Мендл, сват Тев'є
- Володимир Долинський - Лейзер-Волф, заможний м'ясник
- Антон Шагін - Перчик, юний революціонер та залицяльник до однієї з дочок Тев'є
- Олександр Чекмарьов - Мотл, кравець
- Софія Пісьман - Голда, дружина Тев'є
- Олександра Сизоненко - Годл, донька Тев'є
- Віктор Андрієнко - Урядник
- Володимир Ямненко - Степан, сусід Тев'є
- Юлія Гершанік - Цейтл, донька Тев'є
- Олександр Рудько- Федір, писар
- Софія Манзер - Хава, донька Тев'є
- Олександр Кузнєцов - піп
- Олексій Пєтухов - Ребе, рабин
- Віталій Іванченко - шинкар
- Віктор Крисько - хлопчик скрипаль Йогель
- Андрій Тітов - Микола
- Людмила Гнатенко - Берта, мати Менахем-Мендла
- Олександра Косован - Шпринце, донька Тев'є
- Марія Романюк - Бейлке, донька Тев'є
- Елізабет Каель - онучка Тев'є
- Ілля Прокопів - погромник No. 1
- Роман Ясіновський - погромник No. 1

## Українське дублювання
Україномовне дублювання створене у 2017 році на студії Tretyakoff Production / Cinema Sound Production на замовлення кінокомпанії B&H.

## Виробництво

### Сценарій
Сценарій фільму був написаний Олександром Кузнєцовим та Володимиром Лертом за п'єсою російського драматурга Григорія Горіна, що базується на книзі Шолом-Алейхема «Тев'є-молочар».

### Кошторис
У 2012 році фільм став одним із переможців 2-го конкурсного відбору Держкіно України; у Держкіно просили ₴10.0 млн грн або 50% від заявленого тоді загального кошторису ₴20.0 млн грн. Кінцевий бюджет стрічки трохи виріс і склав ₴22.4 млн грн, з них частка Держкіно становила ₴8.8 млн грн або ~40% від загального кінцевого кошторису.

### Фільмування
Режисер стрічки Володимир Лерт розпочав зйомки наприкінці серпня 2013 року; виробником тоді виступила компанія «Kinofabrika». Зйомки тоді у 2013 році проходили в історичних місцях під Києвом, зокрема на території одного із найбільших у світі музеїв просто неба — Національного музею народної архітектури і побуту «Пирогово». У 2015 році виробництво стрічки було передано від компанії «Kinofabrika» компанії «Lert & Karnovsky films».
У квітні 2017 року Держкіно прийняло закінчену версію художнього фільму Володимира Лерта «Мир вашому дому!».

### Мова фільму
Фільм в оригіналі знято російською мовою, оскільки більшість ролей у фільмі виконали російські актори, однак в український кінопрокат стрічка вийшла з українським дубляжем. Україномовне дублювання створене на студії Tretyakoff Production / Cinema Sound Production.

### Саундтрек
Саундтрек до фільму створений композитором Юрієм Громом.

## Реліз
У квітні 2017 року Держкіно представило перший трейлер фільму дубльований українською.
Українська кінофестивальна прем'єра версії стрічки з українським дубляжем відбулася 21 жовтня 2017 року на спеціальній кіно-події Молодість: Пролог.
Українська кінотеатральна прем'єра версії стрічки з українським дубляжем відбулася 26 жовтня 2017 року.
Українська онлайн прем'єра версії стрічки з українським дубляжем відбулася 3 грудня 2020 року на vod-платформі sweet.tv.
Українська телевізійна прем'єра версії стрічки з українським дубляжем відбулася 31 грудня 2020 року на суспільному телеканалі UA:Культура.

## Касові збори
Під час показу в Україні, що розпочався 26 жовтня 2017 року, протягом перших вихідних на фільм було продано 6,4 тисяч квитків, фільм був показаний на 137 екранах і він зібрав 483,8 тисяч ₴ ($18,0 тисяч) що на той час дозволило стрічці зайняти 8-ме місце серед Топ-10 українського бокс-офісу.
Вже на других вихідних фільм випав з Топ-10 українського бокс-офісу.
Загалом, фільм протримався в українському прокаті три тижні і станом на кінець листопада 2017 року загальні касові збори склали 911,6 тисячі гривень. ($34,4  тис.)

## Відгуки кінокритиків
Стрічка отримала змішано-негативні відгуки українських кінокритиків.

## Скандали

### Скандал з вибором стрічки у рамках 2-го конкурсного відбору Держкіно
У 2012 році фільм став переможцем 2-го конкурсного відбору Держкіно України й отримав 50 % державне фінансування. Загальний заявлений кошторис стрічки — ₴20 млн грн, частка Держкіно — ₴10 млн грн
Один з суддів експертної комісії при Держкіно, Ігор Грабович, пізніше заявив що голосування за фільми 2-го конкурсного відбору Держкіно відбулося з грубими порушеннями. Зокрема, Грабович зазначив, що Держкіно в особі пані Катерини Копилової, активно просувало фільм «Заду́шна молитва» (робоча назва фільму «Мир вашому дому!»), який з ініціативи голови Держкіно Копилової та всупереч правилам потрапив до другого туру пітчингу Держкіно, хоча й набрав у першому турі всього 3,5 бала (прохідний бал 4). Ба більше, самого Грабовича закликали змінити його оцінки щодо двох проєктів — «Заду́шної молитви» та «Толоки» і після його відмови це зробити, його картки з голосуванням були вилучені та не були враховані у голосуванні. Врешті-решт, «Заду́шна молитва» стала одним із переможців, натомість фільм «Толока», який після першого голосування мав 4,2 бала, не ввійшов у число фіналістів.

### Підтримка деякими акторами стрічки окупації Росією території України
Ряд російських акторів фільму підтримали політику Росії по окупації частини української території (Схід України та Крим). Зокрема, агресію проти України підтримав виконавець головної ролі Тев'є-молочара — Євген Князєв підписавши у березні 2014 року листа на підтримку політики президента Росії Володимира Путіна щодо російської військової інтервенції в Україну та Андрій Кайков, який, разом з рядом інших російських акторів, незаконно перетнув українськиї кордон 16 жовтня 2017 року гастролюючи з виставою «Любовний приворот» у Севастополі.

## Нагороди та номінації
| Список нагород та номінацій | Список нагород та номінацій | Список нагород та номінацій | Список нагород та номінацій | Список нагород та номінацій | Список нагород та номінацій |
| Кінофестиваль/Кінопремія    | Рік                         | Категорія                   | Номінант(и)                 | Результат                   | Дж                          |
| --------------------------- | --------------------------- | --------------------------- | --------------------------- | --------------------------- | --------------------------- |
| Премія «Золота дзиґа»       | 20.04.2018                  | Премія глядацьких симпатій  | Мир вашому дому!            | Номінація                   | [ 41 ]                      |